# Picroptera
Picroptera is een geslacht van vlinders van de familie tastermotten (Gelechiidae).

## Soorten
- P. aulotoma (Meyrick, 1917)
- P. orthacma (Meyrick, 1926)